# Cyclophora impudens
Cyclophora impudens là một loài bướm đêm trong họ Geometridae.